# Khafiyeh
Khafiyeh (tiếng Ả Rập: الخفية) là một ngôi làng Syria nằm ở phó huyện Salamiyah thuộc huyện Salamiyah, Hama. Theo Cục Thống kê Trung ương Syria (CBS), Khafiyeh có dân số 119 người trong cuộc điều tra dân số năm 2004.